# Клоковичі
Клоковичі (пол. Kłokowice) — село в Польщі, у гміні Фредрополь Перемишльського повіту Підкарпатського воєводства, у межах етнічної української території Надсяння.
Населення — 194 особи (2011).

## Розташування
Село Клоковичі розташоване за 13 км на південь від Перемишля і за 4 км на захід від Нижанковичів (Україна). Через село протікає річка Залісся. У північній частині пливуть із заходу на схід два малі потічки. З правого боку села з сусідніх Аксманич до Нижанкович вела польова дорога. На лівому березі річки на краю села стоїть церква.

## Історія
Село належало до перемишльської православної єпархії ще з початку XV ст. (перша згадка — 1407 рік), невдовзі стало власністю родини Фредрів. Наприкінці XIX ст. перейшло у власність графа Олександра Круковецького. Тоді його тутешній маєток охоплював 214 моргів орної землі, 7 моргів пасовищ. Селянам належало 195 моргів орної землі, 25 моргів лук і городів, 3 морги пасовищ. Згідно з переписом населення 1880 р. в селі було 226 жителів, усі греко-католики. У 1938 р. тут було 300 греко-католиків, 18 римо-католиків, одна людина юдейської віри. До Другої світової війни у Клоковичах було 57 селянських господарств.
До Першої світової війни в селі були тартак і млин, які приводила в рух вода з греблі і ставка, розташованого між Аксманичами та Клоковичами. Під час війни австрійське військо спалило село, а також млин і тартак та сільську комору. Церква залишилась.
У Клоковичах проживало багато москвофілів. Діяла читальня ім. Качковського. Проте більшість мешканців гуртувалась довкола читальні «Просвіти». Кожна зі сторін намагалась перетягнути на свій бік нерішучих людей, але ніколи з цього приводу не виникали конфлікти.
Після війни село опинилось у Закерзонні, його мешканців примусово переселили або до СРСР, або (в результаті операції «Вісла») на північ і захід Польщі. На місці залишилось лише 10 родин. У кінці 1950-х рр. частина селян з польських теренів зуміла повернутись у рідне село.
У 1975-1998 роках село належало до Перемишльського воєводства.

## Демографія
Демографічна структура станом на 31 березня 2011 року:
|          | Загалом | Допрацездатний вік | Працездатний вік | Постпрацездатний вік |
| -------- | ------- | ------------------ | ---------------- | -------------------- |
| Чоловіки | 89      | 15                 | 62               | 12                   |
| Жінки    | 105     | 23                 | 62               | 20                   |
| Разом    | 194     | 38                 | 124              | 32                   |

## Відомі люди
- Шагала Володимир Іванович — етнограф, фольклорист, заслужений працівник культури України.